# Цифровой композитинг
Цифровой композитинг — совмещение двух и более изображений, полученных в разное время или в разных местах, в одном кадре. Кроме оригинальных изображений, снятых камерой, при композитинге могут добавляться CGI-графика, синтезированная компьютером, и текстовое оформление. На этой же стадии видеопроизводства происходит удаление ненужных деталей и объединение разных слоёв компьютерной анимации. Применяется в телевизионном и кинопроизводстве для создания изображений предметов и событий, не существующих в реальности, а также для трансформации изображения с целью повышения выразительности. Часто понятие композитинга включает также цветокоррекцию и настройку параметров изображения. В современном кинематографе понятие относится главным образом к цифровой постобработке снятого изображения, в отличие от комбинированных съёмок, объединяющих оптические кинотрюки, получаемые непосредственно камерой. Композитинг может быть финальной стадией обработки изображения, полученного методами комбинированной съёмки, например с помощью «синего экрана».
Некоторые программы для композитинга:
- The Foundry Nuke
- Natron
- Blackmagic Fusion
- Apple Shake
- Adobe After Effects
- Autodesk Toxik[англ.]
- Autodesk Flint, Flame & Inferno
- Apple Motion
- Blender